# Žakelj, Kranjska Gora
Žakelj je potok, ki izvira na pobočjih Karavank severno od Kranjske Gore. Potoku se kot desni pridruži še potok Kužnica. Žakelj in Kužnica nimata stalnega vodostaja. V deževnih dneh se Žakelj pri Kranjski gori izliva v Savo Dolinko.